# Loxomitra
Loxomitra är ett släkte av bägardjur. Loxomitra ingår i familjen Loxosomatidae.
Kladogram enligt Catalogue of Life:
| Loxomitra | \| \| Loxomitra annulata \| \| \| \| \| \| Loxomitra kefersteinii \| \| \| \| \| \| Loxomitra mepse \| \| \| \| \| \| Loxomitra mizugamaensis \| \| \| \| \| \| Loxomitra ryukyuensis \| \| \| \| \| \| Loxomitra tetraorganon \| \| \| \| |
|           | \| \| Loxomitra annulata \| \| \| \| \| \| Loxomitra kefersteinii \| \| \| \| \| \| Loxomitra mepse \| \| \| \| \| \| Loxomitra mizugamaensis \| \| \| \| \| \| Loxomitra ryukyuensis \| \| \| \| \| \| Loxomitra tetraorganon \| \| \| \| |
|           | Loxocorone |
|           | |
|           | Loxomespilon |
|           | |
|           | Loxosoma |
|           | |
|           | Loxosomella |
|           | |
|           | Loxomitra annulata |
|           | |
|           | Loxomitra kefersteinii |
|           | |
|           | Loxomitra mepse |
|           | |
|           | Loxomitra mizugamaensis |
|           | |
|           | Loxomitra ryukyuensis |
|           | |
|           | Loxomitra tetraorganon |
|           | |

|  | Loxomitra annulata      |
|  |                         |
|  | Loxomitra kefersteinii  |
|  |                         |
|  | Loxomitra mepse         |
|  |                         |
|  | Loxomitra mizugamaensis |
|  |                         |
|  | Loxomitra ryukyuensis   |
|  |                         |
|  | Loxomitra tetraorganon  |
|  |                         |